# 反瓣石斛
反瓣石斛（学名：Dendrobium ellipsophyllum）也称黄毛石斛，为兰科石斛属下的一个种。